# 索罟灣天后宮

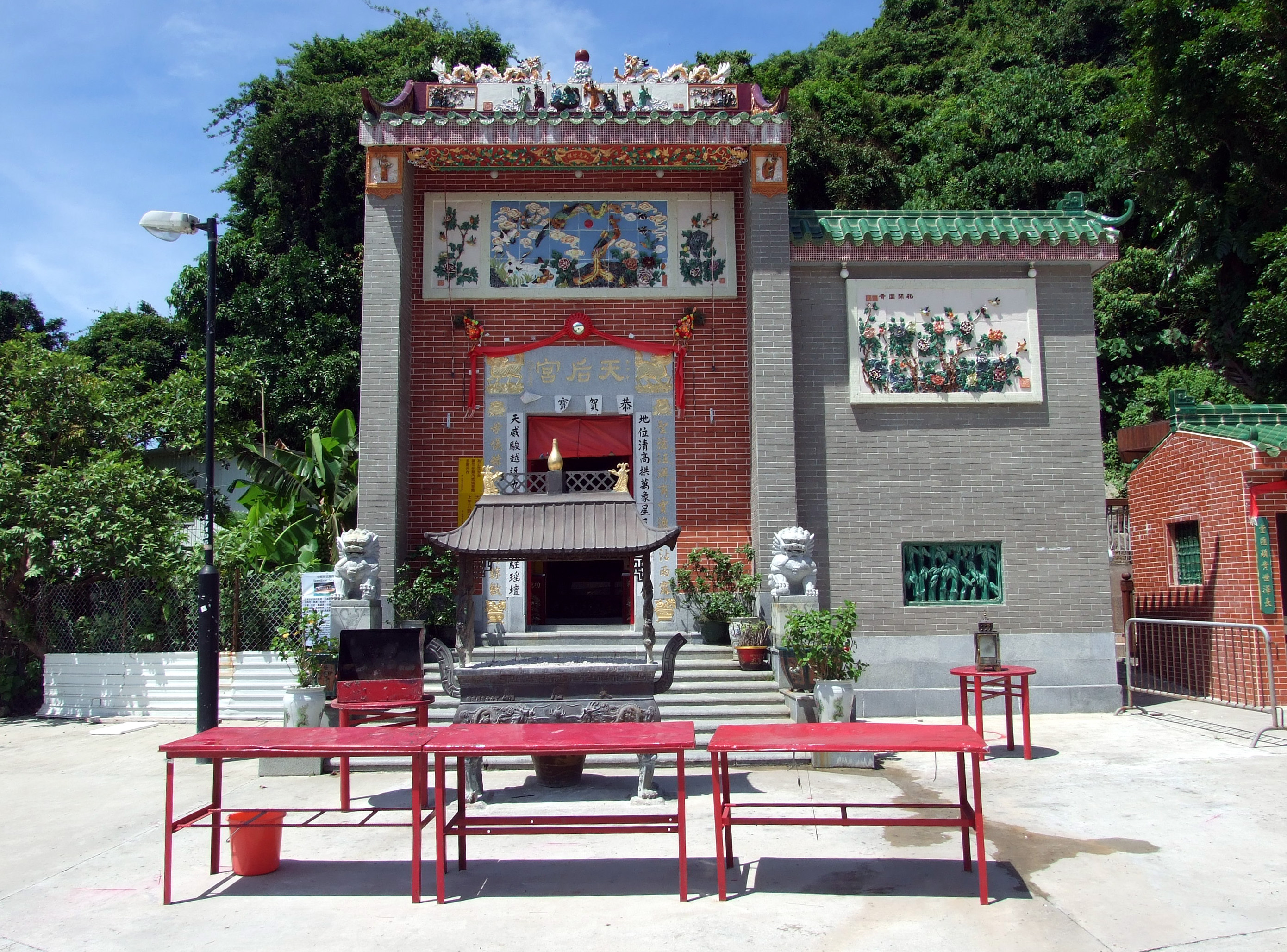
索罟灣天后宮

索罟灣天后宮，又稱索罟灣天后廟，是香港一所天后廟，位於新界南丫島索罟灣。

## 歷史
索罟灣天后宮的古物包括清朝道光6年（1826年）鑄造的聚寶爐，道光8年（1828年）的匾額，以及光緒21年（1885年）的鑄造銅鐘。
索罟灣天后宮曾於光緒28年（1892年）重修。該廟曾於2004年1月22日被焚毀，及後得到南丫南鄉事委員會籌款重建。